# Constant Joacim
Constant Joacim (3 de março de 1908 - 12 de junho de 1979) foi um futebolista belga que competiu na Copa do Mundo FIFA de 1934.